# Agnaldo dos Santos
Agnaldo dos Santos (1926 - 1962) foi um escultor brasileiro. Sua obra representou a continuidade no Brasil da escultura da África negra, em madeira. Ganhou o grande prêmio internacional do Festival de Artes Negras de Dakar, em 1966.